# Xã Fairfield, Quận DeKalb, Indiana
Xã Fairfield (tiếng Anh: Fairfield Township) là một xã thuộc quận DeKalb, tiểu bang Indiana, Hoa Kỳ. Năm 2010, dân số của xã này là 1.368 người.